# Mohamed Katir
Mohamed Katir El Haouzi, född 17 februari 1998 i Ksar el-Kébir i Marocko, är en spansk medel- och långdistanslöpare.

## Karriär
I juli 2022 vid VM i Eugene tog Katir brons på 1 500 meter efter ett lopp på 3 minuter och 29,90 sekunder. I augusti 2022 vid EM i München tog han silver på 5 000 meter efter ett lopp på 13 minuter och 22,98 sekunder.
Den 4 februari 2023 förbättrade Katir sitt personbästa på 1 500 meter till 3.35,48 vid en tävling i Val-de-Reuil, vilket även blev ett nytt världsårsbästa. Den 15 februari 2023 vid en tävling i Liévin noterade Katir ett nytt Europarekord på 3 000 meter med tiden 7.24,68, i ett lopp där Lamecha Girma även noterade ett nytt världsrekord. Den 22 februari 2023 vid en tävling i Madrid förbättrade han på nytt sitt personbästa på 1 500 meter till 3.34,32.

## Tävlingar
| År                   | Tävling                             | Plats                | Placering            | Gren                 | Tid                  |
| Tävlande för Spanien | Tävlande för Spanien                | Tävlande för Spanien | Tävlande för Spanien | Tävlande för Spanien | Tävlande för Spanien |
| -------------------- | ----------------------------------- | -------------------- | -------------------- | -------------------- | -------------------- |
| 2021                 | Europeiska inomhusmästerskapen      | Toruń                | 4:e                  | 3 000 meter          | 7.49,72              |
| 2021                 | Olympiska sommarspelen              | Tokyo                | 8:e                  | 5 000 meter          | 13.06,60             |
| 2022                 | Världsmästerskapen                  | Eugene               | 3:e                  | 1 500 meter          | 3.29,90              |
| 2022                 | Europamästerskapen                  | München              | 2:a                  | 5 000 meter          | 13.22,98             |
| 2022                 | Europamästerskapen i terränglöpning | Turin                | 9:e                  | XC 9,572 km          | 30.06                |
| 2023                 | Europeiska spelen                   | Chorzów              | 1:a                  | 1 500 meter          | 3.36,95              |
| 2023                 | Världsmästerskapen                  | Budapest             | 10:e (sf)            | 1 500 meter          | 3.33,56              |
| 2023                 | Världsmästerskapen                  | Budapest             | 2:a                  | 5 000 meter          | 13.11,44             |

## Personliga rekord
| Utomhus - 800 meter – 1.51,84 (Madrid, 12 maj 2019) - 1 500 meter – 3.28,76 (Monaco, 9 juli 2021) 0NR0 - 3 000 meter – 7.27,64 (Gateshead, 13 juli 2021) 0NR0 - 5 000 meter – 12.45,01 (Monaco, 21 juli 2023) 0NR0 | Inomhus - 1 500 meter – 3.34,32 (Madrid, 22 februari 2023) - 3 000 meter – 7.24,68 (Liévin, 15 februari 2023) 0AR0 |